# Un chiflado encantador
Un chiflado encantador (Geek Charming originalmente en inglés) es una película original de Disney Channel de 2011 basada en la novela homónima de Robin Palmer. La película fue dirigida por Jeffrey Hornaday y protagonizada por Sarah Hyland y Matt Prokop.
Se estrenó el 11 de noviembre de 2011 en Disney Channel, el 24 de febrero de 2012 en Disney Channel España y el 9 de marzo de 2014 en Disney Channel Latinoamérica. 
El estreno fue visto por 4,9 millones de espectadores, ocupando el quinto lugar en los programas de cable de esa semana.

## Trama
Dylan Schoenfield es una hermosa, rica y muy egoísta chica de 16 años que va a la Academia Woodland, la cual es una academia de lujo. Dylan tiene el novio más guapo, los amigos más populares, y está decidida a ganar el título de «Reina de las Flores».
Por otro lado, Josh Rosen es un friki del instituto que aspira a llegar a ser célebre en su gran vocación y ser algo más que un simple «cinéfilo de poca monta». Josh en un principio estaba loco de amor por Amy, una antigua amiga de Dylan de la que llevaba enamorado desde que iba a tercero, y no había tenido mucha suerte en conseguir su atención. Él es también el presidente del Club de Cine de la escuela.
Josh quiere hacer un documental para el Festival de Cine de Puget Sound, y decide darse a sí mismo un desafío. Su nuevo tema: la popularidad, que asimismo trata de la misma Dylan Schoenfield. Dylan, encantada de estar en una película, aprovecha la oportunidad, creyendo que con «su» película podría llegar a ser coronada Reina de las Flores. Ella inmediatamente comienza mostrando su superioridad y su actitud de diva, que en realidad no es así realmente. Sin embargo, esto lleva a Josh a «disparar» a ella, con una acalorada discusión sobre de quién es la película. Después de un rato y al no poder cambiar de tema, Josh la reconsidera como tema de la película luego de que ella viera la película de ciencia ficción «El vuelo del navegante» y se une a su club. Josh le enseña a Dylan una lección acerca de cómo el mundo no gira a su alrededor.
Después de la película, Dylan invita a Josh a su casa, donde se crea un «desastre en la cocina». Mientras que Dylan lo deja brevemente para ir a buscar algo, Josh se da cuenta de una pared de imágenes. En una de ellas está una fotografía de la mamá de Dylan, coronada como Reina Flor. Cuando Dylan vuelve, le pregunta al respecto.
Dylan dice que su mamá fue la Reina Flor hace mucho tiempo. Su madre falleció cuando ella estaba en la escuela primaria. También admite que se siente más conectada con su mamá, al hacer las mismas cosas que ella hizo y es por eso que ella quiere ser la Reina de las Flores. Al sentirse conmovido, acepta hacerse un cambio de imagen que ella anteriormente le había sugerido y la lleva a cenar a su casa y le presenta a su mamá. 
Al día siguiente, Josh llega a la escuela con su nuevo cambio de imagen y varias chicas lo miran con curiosidad y coquetería; eso, sumado al consejo que Dylan le da, lo llena de confianza para pedirle salir a Amy. Posteriormente, el papá de Dylan, que es el dueño del centro comercial donde trabaja Josh, lo invita a almorzar a su casa después del trabajo, lo que termina con él y Dylan teniendo una competencia de eructos, algo que en particular agradó a Josh por mostrarse tal y como era. 
El sábado Josh lleva a la fiesta de Asher (a la que Dylan los invitó en secreto) a Amy, donde tienen un incidente que hace enojar a Asher. Dylan se va temprano de la fiesta ante la sorpresa de sus amigas y Amy rechaza la invitación de Josh porque, al parecer, ella se dio cuenta de la floreciente atracción que Josh y Dylan tenían. 
Después de ese día, poco antes de ir a la escuela, Dylan se apresura para no llegar tarde y sin querer tira sus lentillas por el desagüe, por lo que acude con sus gafas de color negro y marrón. Al principio, ella hace su mejor esfuerzo para intentar ver sin ellas, pero más tarde, en mitad de la clase le llega una nota de su novio y al no poder leerlo se inventa que era una nota de amor; sin embargo, la nota decía que su novio estaba rompiendo con ella. En el almuerzo Dylan quería ponerse con Josh para sentarse juntos. Josh se niega porque aún no acaba de editar la película y el tiempo se le termina, y Dylan le amenaza y Josh termina la discusión, diciendo: «¿O si no, qué? No dejarás que me siente con los populares? ¡Si tu asiento ya ha sido ocupado!» Dylan mira hacia arriba y ve que no hay ningún sitio para ella. Asher, ahora su exnovio, le había dado la silla a su mayor rival, y Dylan se marcha de nuevo a llorar. Josh, luego de enterarse de que ya no es el presidente del Club de Cine, pide a sus amigos que no lo juzguen por pasar tanto tiempo con Dylan. Una amiga de Josh le dice a este que Asher acaba de romper con ella. Al instante, Josh se siente culpable.
Josh termina su película y la muestra al público. Dylan entra y se sienta en la sala, esperando que la película la ayude a conseguir su victoria por la Reina Flor, pero ella está totalmente disgustada con la película ya que sólo ve tres minutos de esta, los cuales la muestran como un ser superficial y sin cerebro. Cuando el público se ríe de la conducta de Dylan hacia el principio de la película de Josh, titulada «El Proyecto de popularidad», Dylan se sale de la función llorando, y Josh corre tras ella. Josh intenta explicarle pero ella le revela que ha pasado toda su vida en preparatoria borrando su estatus social de «nerd», sustituyendolo por su actual estatus de «popular chica perfecta», algo que él simplemente no entiende y le pide que la deje sola y se aleja llorando. Se puso de manifiesto que la película contiene en realidad un elogio a Dylan en el extremo que ella no ve, y que termina encantándole a todo el mundo, que aplaude y ovaciona al final. 
A la mañana siguiente, Amy aparece en la casa de Dylan y se convierten en amigas de nuevo. Ella le da la película de ella y Josh, revelándole que ganó el festival de cine, y le dice que debe verla. En el baile de primavera, Josh oye el discurso de Dylan al ganar el reinado. Ellos comparten un beso y comienzan una relación. 
Al final, Dylan y Josh se piden disculpas por los nombres que se llamaron antes, Dylan por llamarlo «nerd» y Josh por llamarla «diva». Se besan de nuevo con la chaqueta de Josh cubriendo sus rostros. Mientras se alejan, se revela que no habrá una secuela.
Como dato adicional, Dylan y Josh narran desde su lado durante la película, a manera de talk show.

## Reparto
- Sarah Hyland como Dylan Schoenfield.
- Matt Prokop como Josh Rosen.
- Sasha Pieterse como Amy.
- Jordan Nichols como Asher.
- Vanessa Morgan como Hannah.
- Lili Simmons como Lola.
- Kerry James como David.
- Kacey Rohl como Caitlin.
- David Del Rio como Ari.
- Jimmy Bellinger como Steven.
- David Milchard como el señor Farley.
- Andrea Brooks como Nicole Paterson.
- Ian Brown como maestro.
- Brenda Crichlow como Sra. Guthrie.
- Andrew Airlie como Alan Schoenfield.
- Erica Van Briel como Amber.

### Doblaje al español
| Personaje                        | Actor de doblaje (Hispanoamérica)          | Actor de doblaje (España)                  |
| -------------------------------- | ------------------------------------------ | ------------------------------------------ |
| Dylan Schoenfield                | Angélica Villa                             | Anahí de la Fuente                         |
| Josh Rosen                       | Javier Olguín                              | Pablo Tribaldos                            |
| Asher                            | Víctor Ruiz                                | Álvaro de Juan                             |
| Amy                              | Annie Rojas                                | Sara Heras                                 |
| Hannah                           | Hiromi Hayakawa                            | TBA                                        |
| David                            | TBA                                        | TBA                                        |
| Lola                             | Andrea Orozco                              | Inma Gallego                               |
| Ari                              | Luis Leonardo Suárez                       | Adolfo Moreno                              |
| Nicole Paterson                  | Marisol Romero                             | Sandra Jara                                |
| Mr. Farley                       | Sebastián Rosas                            | TBA                                        |
| Créditos Técnicos                |                                            |                                            |
| Estudio de Doblaje               | Producciones Grande                        | SOUNDUB                                    |
| Director de Doblaje              | Gerardo García                             | Begoña Hernando                            |
| Traductor                        | Gabriela Gómez                             | TBA                                        |
| Adaptador                        | Begoña Hernando                            |                                            |
| Gerente Creativo                 | TBA                                        | TBA                                        |
| Director Creativo                | Raúl Aldana                                | TBA                                        |
| Doblaje al español producido por | Disney Character Voices International Inc. | Disney Character Voices International Inc. |

## Estrenos internacionales
| País / Región                                                                                       | Canal                                          | Estreno                                     | Título según país                     |
| --------------------------------------------------------------------------------------------------- | ---------------------------------------------- | ------------------------------------------- | ------------------------------------- |
| Canadá                                                                                              | Family                                         | 11 de noviembre de 2011                     | Geek Charming                         |
| Estados Unidos                                                                                      | Disney Channel                                 | 11 de noviembre de 2011                     | Geek Charming                         |
| Italia                                                                                              | Disney Channel Italia                          | 14 de enero de 2012                         | Regista di Classe                     |
| Irlanda Reino Unido                                                                                 | Disney Channel Reino Unido e Irlanda           | 27 de enero de 2012                         | Geek Charming                         |
| Brunéi Malasia                                                                                      | Disney Channel Malasia                         | 28 de enero de 2012                         | Geek Charming                         |
| Camboya Indonesia Tailandia Vietnam                                                                 | Disney Channel Asia                            | 28 de enero de 2012                         | Geek Charming                         |
| Hong Kong                                                                                           | Disney Channeñ Hong Kong                       | 28 de enero de 2012                         | 千金奇緣                              |
| Filipinas                                                                                           | Disney Channel Filipinas                       | 28 de enero de 2012                         | Geek Charming                         |
| Singapur                                                                                            | Disney Channel Singapur                        | 28 de enero de 2012                         | Geek Charming                         |
| República de China                                                                                  | Disney Channel Taiwán                          | 28 de enero de 2012                         | 千金奇緣                              |
| Bulgaria                                                                                            | Disney Channel Bulgaria                        | 11 de febrero de 2012                       | Принц смотльо                         |
| Chipre · Grecia                                                                                     | Disney Channe Grecia                           | 11 de febrero de 2012                       | Το πιο γλυκό σπασικλάκι               |
| República Checa                                                                                     | Disney Channel República Checa                 | 11 de febrero de 2012                       | Pako mých snů                         |
| Hungría                                                                                             | Disney Channel Hungría                         | 11 de febrero de 2012                       | Bájos Törtető                         |
| Rumania                                                                                             | Disney Channel Rumania                         | 11 de febrero de 2012                       | Tocilarul Fermecator                  |
| Polonia                                                                                             | Disney Channel Polonia                         | 11 de febrero de 2012                       | Wymarzony luzer                       |
| Turquía                                                                                             | Disney Channel Turquía                         | 11 de febrero de 2012                       | Dahi Prens                            |
| Sudáfrica                                                                                           | Disney Channel Sudáfrica                       | 11 de febrero de 2012                       | Geek Charming                         |
| Rusia                                                                                               | Disney Channel Rusia                           | 12 de febrero de 2012                       | Прекрасный принц                      |
| Malta                                                                                               | Disney Channel Malta                           | 14 de febrero de 2012                       | Geek Charming                         |
| Australia Nueva Zelanda                                                                             | Disney Channel Australia                       | 17 de febrero de 2012                       | Geek Charming                         |
| Portugal                                                                                            | Disney Channel Portugal                        | 24 de febrero de 2012                       | Um Excêntrico Encantador              |
| España                                                                                              | Disney Channel España                          | 24 de febrero de 2012                       | Un Chiflado Encantador                |
| Japón                                                                                               | Disney Channel Japón                           | 25 de febrero de 2012                       | イケてる私とサエない僕                |
| Dinamarca                                                                                           | Disney Channel Dinamarca                       | 16 de marzo de 2012                         |                                       |
| Finlandia                                                                                           | Disney Channel Finlandia                       | 16 de marzo de 2012                         |                                       |
| Noruega                                                                                             | Disney Channel Noruega                         | 16 de marzo de 2012                         |                                       |
| Islandia                                                                                            | Disney Channel Islandia                        | 16 de marzo de 2012                         |                                       |
| Suecia                                                                                              | Disney Channel Suecia                          | 16 de marzo de 2012                         | Nördprinsen                           |
| Alemania                                                                                            | Disney Channel Alemania                        | 17 de marzo de 2012                         | Movie Star – Küssen bis zum Happy End |
| Francia                                                                                             | Disney Channel Francia                         | 20 de marzo de 2012                         | Le Geek Charmant                      |
| Israel                                                                                              | Disney Channel Israel                          | 22 de marzo de 2012                         | חנון מהסרטים                          |
| Países Bajos · Bélgica                                                                              | Disney Channel Países Bajos y Flandes          | 23 de marzo de 2012                         | The Charming Nerd                     |
| Brasil                                                                                              | Disney Channel Brasil Rede Telecine            | 15 de septiembre de 2013 5 de julio de 2012 | Um Geek Encantador                    |
| Argentina · Colombia · Chile · México · Ecuador · Venezuela · Perú · República Dominicana · Uruguay | Disney Channel Latinoamérica HBO Latinoamérica | 9 de marzo de 2014 13 de mayo de 2012       | Un Chiflado Encantador                |
| Eslovaquia                                                                                          | TV JOJ                                         | 7 de octubre de 2012                        | Pako mojich snov                      |